# Raško Konjević
Raško Konjević (en cyrillique Рашко Коњевић) né le 12 avril 1979 à Zenica, en Bosnie-Herzégovine (à l'époque Yougoslavie), est un homme politique monténégrin exerçant les fonctions de vice-Premier ministre du Monténégro et de ministre de la Défense depuis le 28 avril 2022. Il est l'actuel président du Parti social-démocrate (SDP), de centre gauche. Il était auparavant membre du Parlement du Monténégro.

## Biographie
Konjević est diplômé et a obtenu une maîtrise à la Faculté d'économie de l'Université du Monténégro. Il a été ministre de l'Intérieur dans le gouvernement d'Igor Lukšić (2010-2012) et dans le sixième gouvernement de Milo Đukanović (2012-2016), puis ministre des Finances dans le gouvernement provisoire du Monténégro qui a duré de mai à novembre 2016. À la suite des élections législatives d'octobre 2016, il a été élu député,,. Il a été réélu député en 2020.
Depuis le 28 avril 2022, il est vice-Premier ministre du Monténégro et ministre de la Défense dans le gouvernement minoritaire de Dritan Abazović.